# Bremia longicornis
Bremia longicornis är en tvåvingeart som beskrevs av Jean-Jacques Kieffer 1904. Bremia longicornis ingår i släktet Bremia och familjen gallmyggor.
Artens utbredningsområde är Frankrike. Inga underarter finns listade i Catalogue of Life.